# Chiesa di San Lorenzo Martire (Manerbio)
La chiesa di San Lorenzo Martire è la parrocchiale di Manerbio in provincia di Brescia. Risale al XVIII secolo.

## Storia

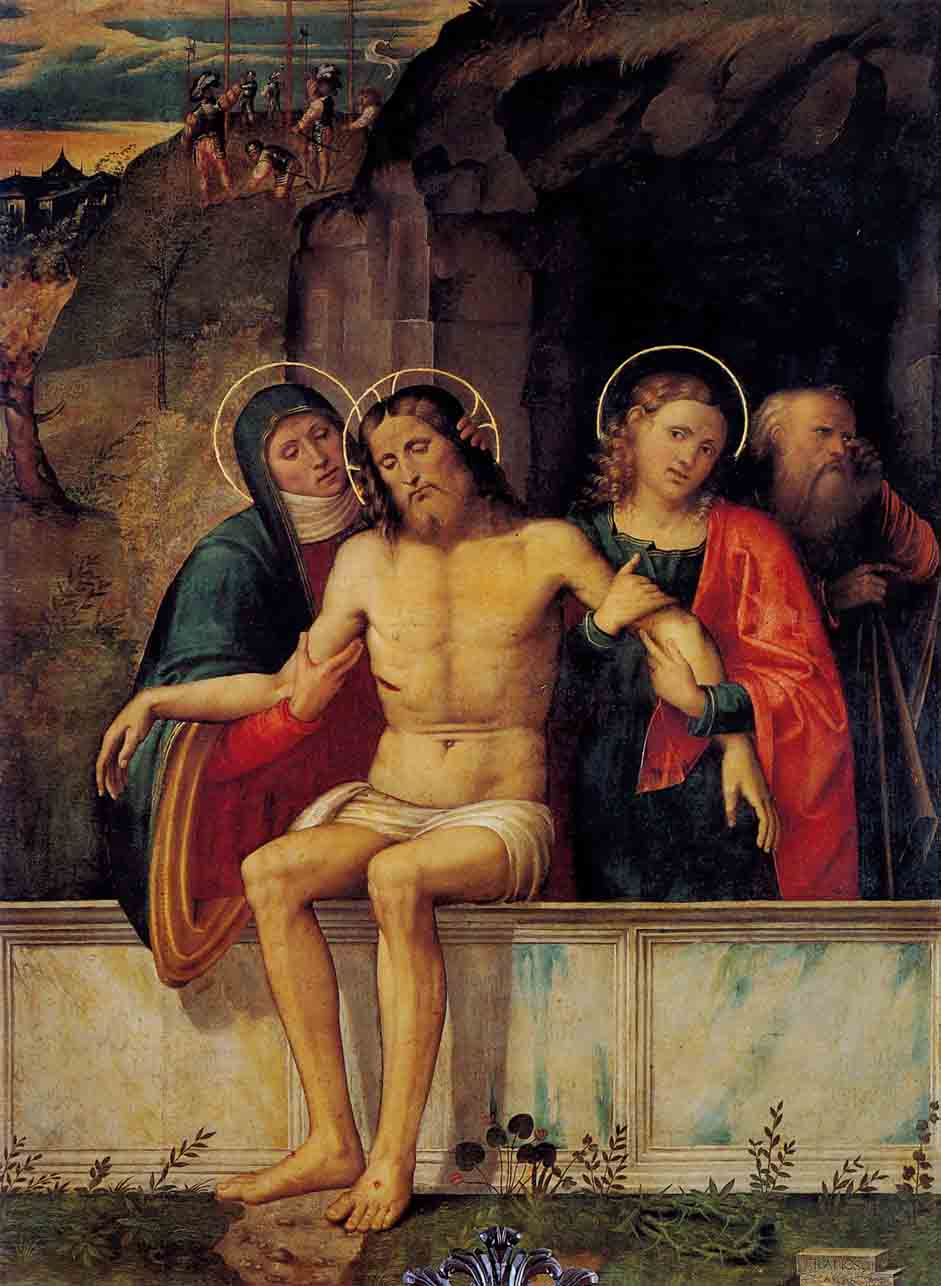
Pietà di Francesco Prata da Caravaggio.

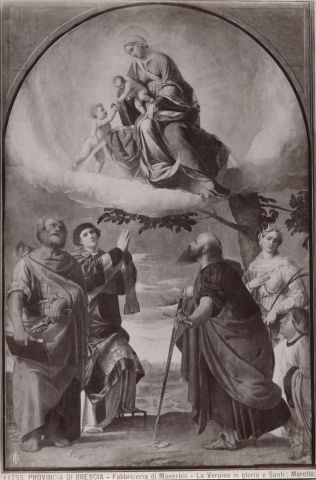
Pala della Madonna con Bambino e santi, Il Moretto.

Il primo edificio religioso a Manerbio con dedicazione a San Lorenzo fu la pieve dell'XI o XII secolo, e quasi certamente l'intitolazione era legata alla presenza di una struttura di assistenza ai bisognosi.
Nei secoli che seguirono, sino al XVII, l'edificio originario fu oggetto di ripetuti interventi per rinnovarlo e ampliarlo. Viene documentata l'esistenza nella cantoria, sin dal XV secolo, di un organo della nota famiglia di organari bresciani Antegnati che venne restaurato in seguito da Giovanni Battista Fachetti.
Il battistero venne costruito in marmo Botticino nel 1510 e nella seconda metà del secolo venne realizzato in legno intagliato l'altar maggiore da Giovanni Maria Piantavigna e si iniziò l'erezione della torre campanaria su progetto di Francesco Dattaro, che venne completata nel 1606.
Nella prima metà del XVIII secolo, a partire dal 1715, l'intero edificio venne ricostruito e il cantiere venne aperto. La grande cupola venne innalzata nel 1735 e, dopo la realizzazione delle nuove cantorie, fu costruito un nuovo organo dalla ditta Amati e la parte strutturale della chiesa fu conclusa entro la metà del secolo. Era stata rinnovata la facciata, realizzato l'altare della Madonna della Neve dallo scultore Antonio Biasio, completato il coro e, verso la fine del secolo la chiesa venne arricchita nelle sue decorazioni interne da Giovanni Francesco Inganni, padre di Angelo. Le statue sulla facciata sono opera di Luca Calegari.
La solenne consacrazione venne celebrata dal vescovo di Brescia Giovanni Nani nel 1780.
Le volte della sala vennero affrescate da Angelo Cominelli e la cappella del battistero da Antonio Moscheni nel 1888.
Nel secondo dopoguerra del XX secolo la ditta Pedrini restaurò e ricostruì l'organo. 
A partire dagli anni ottanta si ripose mano alla copertura del tetto, venne rifatta la pavimentazione (e i lavori permisero di ritrovare le fondamenta della pieve medievale), venne restaurato nuovamente l'organo sino a quando una parte di questo venne distrutta da un incendio.

## Descrizione
L'interno è a croce latina. Nella sala sono conservate la Madonna in gloria con Bambino, santi e donatore, che è attribuita al Moretto, la Pietà di Francesco Prata da Caravaggio e le statue di San Domenico e Santa Rosa di Antonio e Alessandro Calegari. Nella sacrestia, sul soffitto, affresco con Incontro di San Lorenzo con papa Sisto II di Carlo Innocenzo Carloni.